# Hodrusbánya
Hodrusbánya (szlovákul: Banská Hodruša) Hodrushámor településrésze Szlovákiában, a Besztercebányai kerületben, a Zsarnócai járásban. 1971-ig önálló község volt.

## Fekvése
Selmecbányától 10 km-re nyugatra fekszik. Egyike a Hodrushámort alkotó három kataszteri területnek, területe 24,4650 km².

## Története
Területén már a 13. században aranyat és ezüstöt bányásztak. Első írásos említése a mai település feletti Kerling hegyen 1352-ben létezett Karlik nevű telephez kapcsolható. Története szorosan kötődik a bányászathoz. Mivel sokáig Selmecbányához tartozott, többször próbálta megszerezni a várostól való függetlenséget és az ehhez kapcsolódó kiváltságokat. A török a 16. század során három nagyobb támadást indított a nemesfémekben gazdag bányák megszerzésére: 1564-ben, 1576-ban és 1578-ban. 1709-ben és 1710-ben dögvész pusztított a faluban. A bányák gazdagságának híre eljutott a császári udvarba is és az uralkodó család tagjai többször is meglátogatták a községet. 1751-ben I. Ferenc császár, majd 1764-ben II. József császár és öccse, Lipót főherceg személyesen látogatott ide. A termelés a 18. században érte el csúcspontját. 1600 és 1936 között számítások szerint 47 tonna aranyat és 2577 tonna ezüstöt bányásztak ki a hegy gyomrából. A település szerkezetét az magyarázza, hogy a bányászok házai az egykori bányákhoz közel épültek fel. A bányászati tevékenység 1950-ben befejeződött, de 1993-ban újra aranybányát nyitottak a község területén.
1922-ig a Hont vármegye területén fekvő Selmec- és Bélabányához tartozott, melynek neve ezután Selmecbánya volt. 1954-ben alakult önálló községgé, majd 1971-ben egyesült Alsóhámorral Hodrushámor néven, melyhez 1980-ban Irtványost is hozzácsatolták.

## Népessége
2001-ben Hodrushámor 2344 lakosából 2189 szlovák volt.

## Nevezetességei
A községnek két gótikus eredetű temploma és két kápolnája van.
- Közülük a Szent Miklós templom 1387-ben épült.
- A temetőben álló Szent Péter és Pál apostolok tiszteletére szentelt templom 1500-ban készült.
- Két kápolnája közül a Nepomuki Szent János kápolna 1865-ben, a Szűz Mária kápolna 1946-ban épült.

## Itt születtek
- 1845-ben František Richard Osvald szlovák római katolikus plébános.
- 1900-ban Emil Boleslav Lukáč költő, műfordító.
- Vajk Artúr (Hodrusbánya, 1893. március 20. – Budapest, 1966. március 17.) bányamérnök, szakíró.
- Horváth József (Hodrusbánya, 1840. január 28. – 1910 után) tanító.
- Itt szolgált Aschner Tivadar (1824-1879) pozsonyi kanonok, főgimnáziumi tanár.